# 納德里奇涅 (塔魯季涅區)
46°22′20″N 29°6′15″E / 46.37222°N 29.10417°E
納德里奇內（烏克蘭語：Надрічне）是位於烏克蘭西南部的村莊，由敖德萨州博爾赫拉德區的博羅迪諾市鎮負責管轄。該村始建於1828年，面積2.35平方公里，海拔高度80米，2001年人口1,493，人口密度每平方公里635.32人。